# Smog (album)
Smog è il secondo album in studio del cantautore italiano Giorgio Poi, pubblicato da Bomba Dischi e Island Records l'8 marzo 2019.

## Tracce
1. Non mi piace viaggiare – 3:56
2. Ruga fantasma – 3:33
3. Solo per gioco – 3:41
4. Stella – 3:08
5. Napoleone – 3:33
6. Vinavil – 3:20
7. Smog – 1:49
8. Maionese – 3:39
9. La musica italiana (feat. Calcutta) – 2:41

Durata totale: 29:20

## Classifiche
| Classifica (2019) | Posizione massima |
| ----------------- | ----------------- |
| Italia            | 19                |